# Carlos Martins Pereira e Souza

Botschafter Carlos Martins und seine Frau

Carlos Martins Pereira e Souza (* 4. November 1884 in Porto Alegre; † 17. Februar 1965 in Rio de Janeiro) war ein brasilianischer Diplomat.

## Leben
Carlos Martins Pereira e Souza heiratete 1926 Maria Martins (* 7. August 1894 in Campanha (Minas Gerais); † 28. März 1973 in Rio de Janeiro).
Souza studierte Rechtswissenschaft und übte den Beruf eines Rechtsanwalts aus und wurde vom 6. Dezember 1903 bis zum 28. Februar 1907 im Außenministerium beschäftigt. Am 29. Februar 1907 wurde er zum Gesandtschaftssekretär zweiter Klasse ernannt und nach Sankt Petersburg gesandt, wo er vom 1. bis 30. April 1911 als Geschäftsträger fungierte. Am 12. Juni 1913 erhielt er eine Versetzung zunächst nach Rom und vom 8. Mai 1916 bis zum 1. Juli 1920, also in der Zeit während des Ersten Weltkrieges und bis zur Abwicklung der österreich-ungarischen Auslandspolitik, als Geschäftsträger nach Wien. In gleicher Position wurde Souza dann von 1924 bis zum 29. April 1925 nach London versetzt und erhielt am 30. Abril 1928 das Exequatur als Generalkonsul in Amsterdam. Von 2. Juni 1931 bis 30. Mai 1934 war er außerordentlicher Gesandter und Ministre plénipotentiaire in Kopenhagen.
Anschließend erhielt Souza vom 12. August 1934 bis zum 11. Oktober 1935 eine Verwendung als Gesandter in Tokio und vom 19. November 1935 bis zum 15. Februar 1939 in Brüssel.
Schließlich wurde er vom 8. März 1939 bis zum  20. April 1948 als Botschafter nach Washington, D.C. berufen, wo er auf  einer Fotografie vom 18. Oktober 1945 mit Harry S. Truman und Mascarenhas de Morais, General der Força Expedicionária Brasileira abgelichtet ist. Schließlich wurde er noch vom 29. April 1948 bis zum 5. November 1949 als Botschafter nach Paris versetzt.